# Барановичи (аэродром)
Барановичи (Baranovichi) — военный аэродром, расположенный юго-восточнее города Барановичи Брестской области.

## Современная история
На аэродроме базируется 61-я истребительная авиабаза военно-воздушных сил Республики Беларусь.

## История
Во время войны на аэродроме базировались авиация Люфтваффе в составе наступавшей на Москву группы армий «Центр» имела в своём составе части бомбардировочной авиации 2-го воздушного флота, насчитывавшие в общей сложности 1600 самолётов. Для налёта на Москву создана специально созданная авиагруппа, составленная из нескольких отборных эскадр Люфтваффе:
- 4-я бомбардировочная эскадра «Вевер» (бомбила Лондон, Ливерпуль, Бирмингем, Бристоль и другие города Англии)
- 28-я эскадра (бомбила Париж и Амстердам);
- 53-я бомбардировочная эскадра «Легион-Кондор» (Испания, Польша, Югославия, Греция);
- 55-я бомбардировочная эскадра (переброшена с киевского направления).

Численность каждой эскадры достигала 70 самолётов. К середине июля 1941 года численность бомбардировочной авиации для налётов на Москву достигла более 300 бомбардировщиков типов: He-111, Ju-88, До-215. Более половины их экипажей имели опыт ночных полётов.
С сентября 1944 года по март 1945 года на аэродроме дислоцировались полки 1-й гвардейской авиационной дивизии дальнего действия, которые действовали по объектам и войскам противника в Прибалтике, Польше, Восточной Пруссии и Венгрии.
С 1944 года по октябрь 1950 года на аэродроме базировалась 144-я истребительная авиационная дивизия ПВО:
- 383-й истребительный авиационный полк ПВО с 3 ноября 1944 года до ноября 1950 года на самолётах Як-9У, с 1947 года на Bell P-39 Airacobra, с 1949 года — на МиГ-9. 23 октября 1950 года полк в составе 144-й иад убыл в спецкомандировку в КНР. Прибыл на аэродром Мукден (ныне Таосянь аэропорт города Шэньян) 3 ноября 1950 года, где обучал китайских летчиков полетам на реактивной технике и осуществлял задачи ПВО[3][4];
- 439-й истребительный авиационный полк ПВО с 1 ноября 1944 года до ноября 1950 года на самолётах Як-7б и Як-9, с 1946 года на Bell P-39 Airacobra, с 1949 года — на МиГ-9. 24 октября 1950 года полк в составе 144-й иад убыл в спецкомандировку в КНР. Прибыл на аэродром Мукден (ныне Таосянь аэропорт города Шэньян) 3 ноября 1950 года, где обучал китайских летчиков полетам на реактивной технике и осуществлял задачи ПВО[3].

С 9 августа 1945 года по май 1947 года на аэродроме базировалась 1-я гвардейская штурмовая авиационная Сталинградская ордена Ленина дважды Краснознамённая орденов Суворова и Кутузова дивизия и с 9 августа 1945 года по март 1954 года 75-й гвардейский штурмовой авиационный Сталинградский Краснознамённый ордена Суворова полк на самолётах Ил-10.
С 1951 по 1953 годы на аэродроме базировался 12-й тяжёлый авиационный орденов Кутузова и Александра Невского полк на самолётах Ту-4.
С апреля 1944 года по май 1945 года и с 7 ноября 1951 года по 1 апреля 1960 года на аэродроме размещался штаб и управление 45-й бомбардировочной авиационной Гомельской дивизии, а также её полки:
- 890-й бомбардировочный Брянский авиационный полк с 1945 года по 1947 год на самолётах B-25 Mitchell. Убыл на аэродром в Казань.
- 203-й гвардейский тяжелый бомбардировочный авиационный Орловский полк с 7 ноября 1951 года по 1 июня 1994 года на самолётах Consolidated B-24 Liberator (1944—1948), Boeing B-17 Flying Fortress (1945—1948), Ту-4 (1948—1954), Ту-16 (1954—1962), Ту-22 (1962—1968), Ту-22П (после 1989), Ту-22К (1968—1994). После распада СССР полк 1 июня 1994 года переименован в 203-й гвардейский авиационный Орловский полк 16-й воздушной армииамолетов-заправщиков и перебазирован на аэродром Энгельс в Россию.
- 171-й гвардейский тяжелый бомбардировочный авиационный Смоленско-Берлинский Краснознаменный полк с октября 1952 года по декабрь 1958 года на самолётах Ту-4 (1950—1956), Ту-16 (1956—1958). В декабре 1958 года полк переформирован в 85-й гвардейский ракетный Смоленско-Берлинский Краснознаменный полк.

После начала вывода Советских войск из Германии в июне 1989 года на аэродром был перебазирован 911-й истребительный авиационный полк из состава 105-й авиационной дивизии истребителей-бомбардировщиков 16-й воздушной армии. В 1993 году полк расформирован на аэродроме.
В сентябре 2021 года на аэродром для формирования учебно-боевого центра совместной подготовки ВВС и войск ПВО Беларуссии и России прибыли самолёты Су-30СМ ВКС России.